# 萧大威
蕭大威（539年—551年10月2日），字仁容，梁簡文帝蕭綱第十五子。

## 母
范夫人，梁簡文帝的妃嫔，梁武帝大同五年（539年），生蕭大威。

## 生平
蕭大威美风仪，眉目如画。太清二年（548年），侯景进攻建康。太清三年（549年），京城陷落，梁武帝被困餓死，侯景立太子蕭綱为帝。大宝元年十月乙未（550年11月13日），封武宁郡王，食邑二千户。大宝二年，出任信威将军、丹阳尹。
大宝二年八月戊午（551年10月2日），侯景废蕭綱为晋安王，杀害蕭大威，时年十三岁。皇太子萧大器、寻阳王萧大心、西阳王萧大钧、建平王萧大球、义安王萧大昕也同时被杀。